# トトニカパン県
トトニカパン県（トトニカパンけん、スペイン語: Departamento de Totonicapán）は、グアテマラに22の県のひとつ。県都はトトニカパンである。

## 地理
グアテマラ西部の高原部に位置する。県の総面積は1061平方キロ。シエラ・マドレ山脈の分脈が横断し、クスニケル山、カンパナバイ山、セーロ・デ・コソム山などがそびえる。主要河川にはサマラ川、パチャック川、ラス・パルメラス川、サイココライ川、パツォツィル川、ワコル川、パヤ川などが挙げられる。
地元のマヤ人はキチェ族で、キチェ語を話す。
県内にはケツァルテナンゴ、グアテマラシティ、ウェウェテナンゴ、トトニカパンの四大都市をむすぶ主要幹線道のクアトロス・カミーノスが通る。

## 歴史
作家のフランシスコ・アントニオ・デ・フエンテス・イ・グスマンは1689年の著書 Recordación Florida で、トトニカパン市について記している。それによると、先コロンブス期に市はすでに存在していた。
1820年7月、スペイン王フェルナンド7世の取り立てる重い年貢に耐えかねたトトニカパンの先住民族がアタナシオ・ツルとルーカス・アギラールを首領とする一揆を起こした。地元当局をつぶした後、ツルは国王を称し、アギラールは大統領に就いた。ケツァルテナンゴ市長のプルデンシオ・コサールは数百人の軍勢を引きつれ、この革命政府を鎮圧した。反乱は20日間で終わった。一揆に加担した者は捕らえられ、むちで打たれ、投獄された。

## 下位行政区
県は下記の8市からなる（アルファベット順）。
1. モモステナンゴ市 (Momostenango)
2. サン・アンドレス・セクル市 (San Andrés Xecul)
3. サン・ベルトロ市 (San Bartolo)
4. サン・クリストバル・トトニカパン市 (San Cristóbal Totonicapán)
5. サン・フランシスコ・エル・アルト市 (San Francisco El Alto)
6. サンタ・ルシア・ラ・レフォルマ市 (Santa Lucía La Reforma)
7. サンタ・マリア・チキムラ市 (Santa María Chiquimula)
8. トトニカパン市 (Totonicapán)